# Het Eiland van Noach
Het Eiland van Noach (originele Engelse titel Noah's Island) is een Britse animatieserie met 39 afleveringen. De serie werd in Nederland uitgezonden door de VPRO en werd oorspronkelijk uitgezonden van 23 november 1997 tot 3 september 2009. 

## Plot
Het verhaal volgt de ijsbeer Noach die over de wereldzeeën vaart met zijn drijvende eiland op zoek naar het paradijs Diamantina. Het eiland is door een meteoriet losgeraakt van het vasteland van Canada en wordt aangedreven door het magma van de vulkaan die er op staat. Noach krijgt al snel gezelschap van de twee mammoeten Mammoetkeutel en Salomé die vastgevroren zaten in het ijs van het eiland. Later zinkt een schip niet ver van het eiland met allerlei dieren die aanspoelen op het eiland. Zoals de gorilla Rocco, de baviaan Rik, de gier Hij, de hyena Ina, de beer Ursula de kangoeroe Roemera, de walrus Wally, het aardvarken Carmen , de poedel Poelie, Opa olifant en zijn kleinzoon Slagtand. Niet alle dieren willen echter naar Diamantina, wat voor spanningen zorgt in de groep.

## Nederlandse Stemmen
| Acteur                | Personage   |
| --------------------- | ----------- |
| Jan Nonhof            | Noah        |
| Frits Lambrechts      | Rocco       |
| Maria Lindes          | Roemera     |
| Allard van der Scheer | Hij         |
| Jerome Reehuis        | Wally       |
| Bea Meulman           | Ursula      |
| Ella Snoep            | Salomé      |
| Lucie de Lange        | Poelie      |
| Maria Lindes          | Ina         |
| Allard van der Scheer | Opa Olifant |
| Sander van der Poel   | Slagtand    |
| Maria Lindes          | Carmen      |

Overige stemmen worden verzorgd door: Francine Dreessen, Kees van Lier, Lucas Dietens, Reinder van der Naalt, Wil van Kralingen en Wim van Rooij